# Pirgachha
Pirgachha (en bengali : পীরগাছা) est une upazila du Bangladesh dans le district de Rangpur. En 1991, on y dénombrait 256 573 habitants.